# Claude Henry Wales
Claude Henry Wales, alias C.H. Wales, alias Claude Henry "Bud" Wales, est un directeur de la photographie américain, né le 18 juillet 1882 à Indianapolis (Indiana), et décédé le 11 décembre 1921 à Los Angeles (Californie).

## Filmographie
- 1916 : Black Eyes and Blue de Robert P. Kerr
- 1916 : Bombs! de Frank Griffin
- 1916 : The Fall of a Nation (en) de Thomas F. Dixon Jr.
- 1917 : Le Piège (Until They Get Me) de Frank Borzage
- 1917 : The Late Lamented  de Harry Williams
- 1917 : His Baby Doll de Harry Williams
- 1917 : Their Domestic Deception de Harry Williams
- 1917 : An Innocent Villain de Harry Williams
- 1917 : His Bitter Fate de Harry Williams
- 1917 : A Royal Rogue de Ferris Hartman et Robert P. Kerr
- 1917 : A Noble Fraud de Harry Williams
- 1918 : Deuce Duncan de Thomas N. Heffron
- 1918 : Tony America de Thomas N. Heffron
- 1918 : The Mask de Thomas N. Heffron
- 1918 : The Price of Applause de Thomas N. Heffron
- 1918 : The Painted Lily de Thomas N. Heffron
- 1918 : Madame Sphinx de Thomas N. Heffron
- 1918 : La Fille du ranch (The Gun Woman) de Frank Borzage
- 1919 : The Betrayal de J.A. Barry